# رينا أوين
رينا أوين (بالإنجليزية: Rena Owen)‏ هي ممرضة وممثلة نيوزلندية، ولدت في 22 يوليو 1962 في نيوزيلندا. بدأت مشوارها المهني سنة 1990.

## أعمال

### أفلام
- (2001)  الذكاء الاصطناعي[4][5][6]
- (2002)  هجوم المستنسخين[7][8][9]
- (2003) لعبة الانتقام
- (2005)  انتقام السيث
- (2009)  التفكك النهائي
- (2014) الأرض الميتة
- (2015) صائد الساحرات الأخير[10][11]

### مسلسلات
- صفارة الإنذار

## وصلات خارجية
- رينا أوين على موقع IMDb (الإنجليزية)
- رينا أوين على موقع روتن توميتوز (الإنجليزية)
- رينا أوين على موقع ألو سيني (الفرنسية)
- رينا أوين على موقع أول موفي (الإنجليزية)
- رينا أوين على موقع قاعدة بيانات الأفلام السويدية (السويدية)
- رينا أوين على موقع قاعدة بيانات الفيلم (الإنجليزية)
- رينا أوين على موقع كينوبويسك (الروسية)